# Tumba de Fu Hao

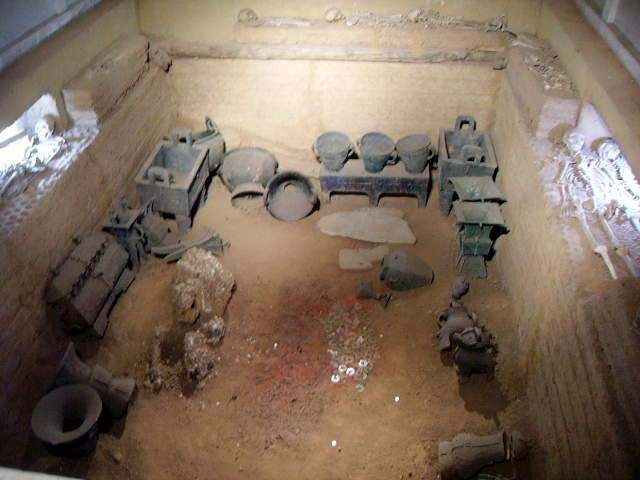
La reconstrucción de la tumba de Fu Hao.

La tumba de Fu Hao (en chino simplificado: 妇好墓 ; en chino tradicional: 婦好墓 ; en pinyin: Fù Hǎo Mù) es un yacimiento arqueológico en Yin Xu, en las ruinas de la capital Yin de la antigua dinastía Shang, dentro de la moderna ciudad de Anyang, en la provincia de Henan, de la República Popular China. Descubierto el sitio en 1976, fue identificado como el lugar de descanso final de la reina y general militar Fu Hao, que murió alrededor de 1200 a. C. y fue probablemente la «Dama Hao» inscrita en los huesos oraculares, por el rey Wu Ding y una de sus muchas esposas.
Es hasta hoy la única tumba real de la dinastía Shang encontrada intacta con su contenido y excavada por los arqueólogos. La excavación se realizó por el Equipo de Trabajo de Anyang del Instituto de Arqueología de la Academia China de Ciencias Sociales, y después de una intensa restauración la tumba fue abierta al público en 1999. 

## Descubrimiento y contenidos

Un objeto de bronce en forma de búho de la tumba.

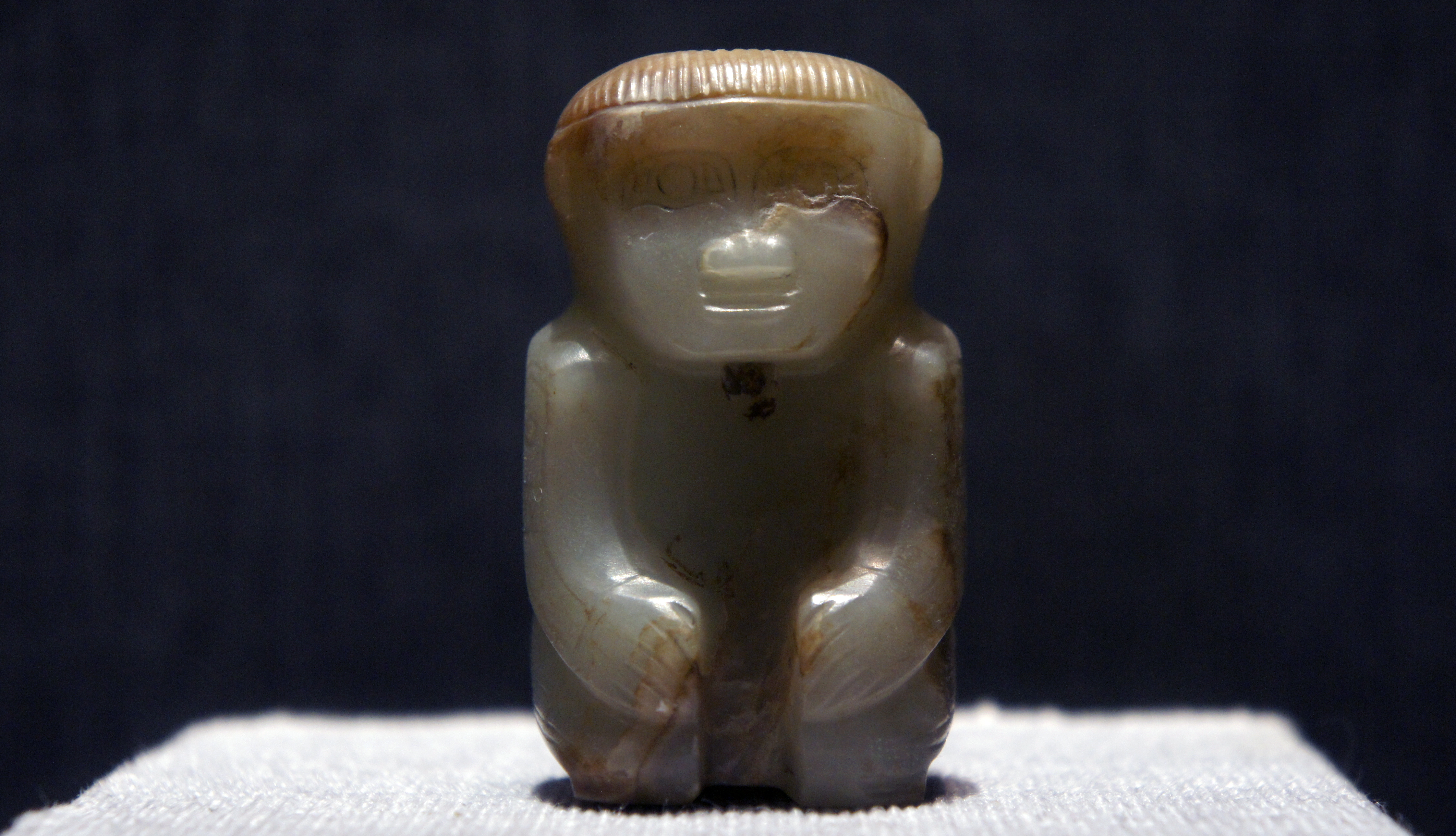
Objeto de jade.

En 1976 los arqueólogos realizaron sondeos por los alrededores de Yin Xu con una gran pala, denominada «pala Luoyang», con la cual recuperaron algunas muestras de laca roja. La fosa descubierta, titulada oficialmente la tumba número 5, es de un solo hoyo con unas medidas de 5,6 metros y 4 metros, situada a las afueras del principal cementerio real. La tumba ha sido datada cerca del año 1200 a. C. y se identificó como la de Fu Hao, a partir de las inscripciones en los bronces rituales.
Su tumba, una de las tumbas más pequeñas, es también una de las mejor conservadas de las tumbas reales de la dinastía Shang y la única que no había sido saqueada antes de la excavación realizada por los arqueólogos.  En el interior del pozo era evidente una cámara de madera de 5 metros de longitud, 3,5 m de anchura y 1,3 m de altura que contenía un féretro de madera lacada completamente podrido.
A nivel de tierra se albergaba el cuerpo real y la mayor parte de los enseres y artefactos enterrados con la reina. Extraños objetos de jade, como por ejemplo los de la cultura Liangzhu, probablemente fueron recogidos por Fu Hao como antigüedades, mientras que otros artefactos de bronce fueron utilizados probablemente por la dama en sus hogares antes de su fallecimiento. Fueron inscritos con su nombre, sin duda, de manera póstuma por Wu Ding y depositados en la tumba como su ajuar funerario.  Los artefactos descubiertos en la tumba consistían en:
- 755 objetos de jade (incluyendo artefactos culturales de Longshan, Liangzhu, Hongshan y Shijiahe).[7]
- 564 objetos de hueso (incluyendo 500 agujas de gancho (broches) y 20 puntas de flecha)
- 468 objetos de bronce, entre ellos más de 200 vasijas de bronce ritual,[8] 130 armas, 23 campanas, 27 cuchillos, 4 espejos, y 4 estatuas de tigre[5]
- 63 objetos de piedra
- 11 objetos de cerámica
- 5 objetos de marfil
- 6.900 conchas (utilizadas como moneda de cambio durante la dinastía Shang)

A continuación del cadáver había un pequeño hoyo que contenía los restos de seis perros sacrificados, y a lo largo de su borde se encontraban los esqueletos de 16 esclavos humanos, como evidencia de sacrificio humano.
Los objetos de jade en la tumba de Fu Hao se ha comprobado que son artefactos muy anteriores a su muerte, mediante el análisis estilístico y técnico, con lo que el contexto arqueológico la identifica como una coleccionista prematura, una mujer que reunió a su alrededor objetos de un periodo muy anterior.
También hay evidencia en el terreno de una estructura de madera construida sobre la tumba que probablemente sirvió como sala ancestral para la celebración de ceremonias conmemorativas, que ya ha sido restaurada.